# 山田修平
山田 修平（やまだ しゅうへい、1945年7月30日 - ）は、日本の経済学者。専門は労働経済学、社会福祉。鳥取看護大学学長、学校法人藤田学院理事長。

## 経歴
1945年岐阜県関市に生まれる。京都府で育つ。1964年京都府立洛北高等学校卒業、1969年京都産業大学経済学部経済学科卒業。1971年同大学大学院経済学研究科修士課程修了、1977年同博士課程単位取得満期退学。1976年から1年間、米国ジョージ・ワシントン大学交換研究員として留学する。1979年、鳥取女子短期大学（現・鳥取短期大学）に講師として着任し、1981年同助教授、1986年同教授。2001年4月より鳥取短期大学学長。2004年から2009年まで鳥取県教育委員会委員長。2010年4月、学校法人藤田学院理事長に就任（学長兼務）。2016年3月、鳥取短期大学学長を退任。同年4月、鳥取短期大学名誉教授となる。2025年4月、鳥取看護大学学長に就任（理事長兼務）。

## 受賞・表彰
- 2010年10月 - 地方教育行政功労者表彰
- 2024年10月 - 湯梨浜町善行表彰

## 著作

### 単著
- 『母に語る福祉、そして介護保険』ワン・ライン、2001年